# Eurystemon
Eurystemon é um género botânico pertencente à família Pontederiaceae.